# 方密耳
方密耳（square mil）是面積單位，是指邊長為一密耳（千分之一英寸）正方形的面積。針對長方形截面的導體，可以用方密耳計算其截面積。

## 和其他面積單位的關係
1 方密耳 =
- 1/1,000,000 平方英寸
- 6.4516×10−10 平方米
- 約1.273圓密耳（1圓密耳約等於0.7854方密耳）